# Historial de ganadores en campeonatos de monoplazas de Estados Unidos
| IndyCar Campeonato de la AAA • Campeonato Nacional del USAC • CART IndyCar World Series • IndyCar Series Circuitos • Pilotos • Campeones Ganadores Indy 500 |

A continuación, esta es la lista de los ganadores de los campeonatos monoplazas de Estados Unidos (1905 a la actualidad). Varios campeonatos han compuesto esta lista: el Campeonato Nacional de la AAA entre 1905 y 1955, que, después del desastre de Le Mans en 1955, la AAA se retiró del automovilismo, por lo cual fue sustituida por el del USAC (United States Automobile Club), que sancionaría el campeonato hasta 1978 y un evento asociado al campeonato que lo sustituyó (CART) hasta 1984, y que ya desde 1979, la SCCA/CART o Championship Auto Racing Teams junto a la Sports Car Club of America (esta solo en 1979) sancionaba; pero fue sino hasta 1996 que junto a USAC sirvieron de comité sancionador del campeonato de la CART IndyCar World Series entre 1979 a 1996, hasta la ruptura con los organizadores de las 500 Millas de Indianápolis por sus diferencias a la internacionalización de las pruebas Indy, por lo cual, CART se encargó de sancionar entre 1997 a 2007 el CART World Championship Series y que desde 2004 a 2007 se transformó en Championship Auto Racing Teams, pero sin la prueba reina la Indy 500; esta competición pasaría a manos del nuevo comité organizador llamado IndyCar desde 1996, el cual sancionaría un campeonato alterno bajo el nombre de Indy Racing League, que después de la bancarrota de la Champ Car, se unificarían estas series bajo el nombre de IndyCar Series siendo el campeonato en vigencia hasta la actualidad.

## Campeones

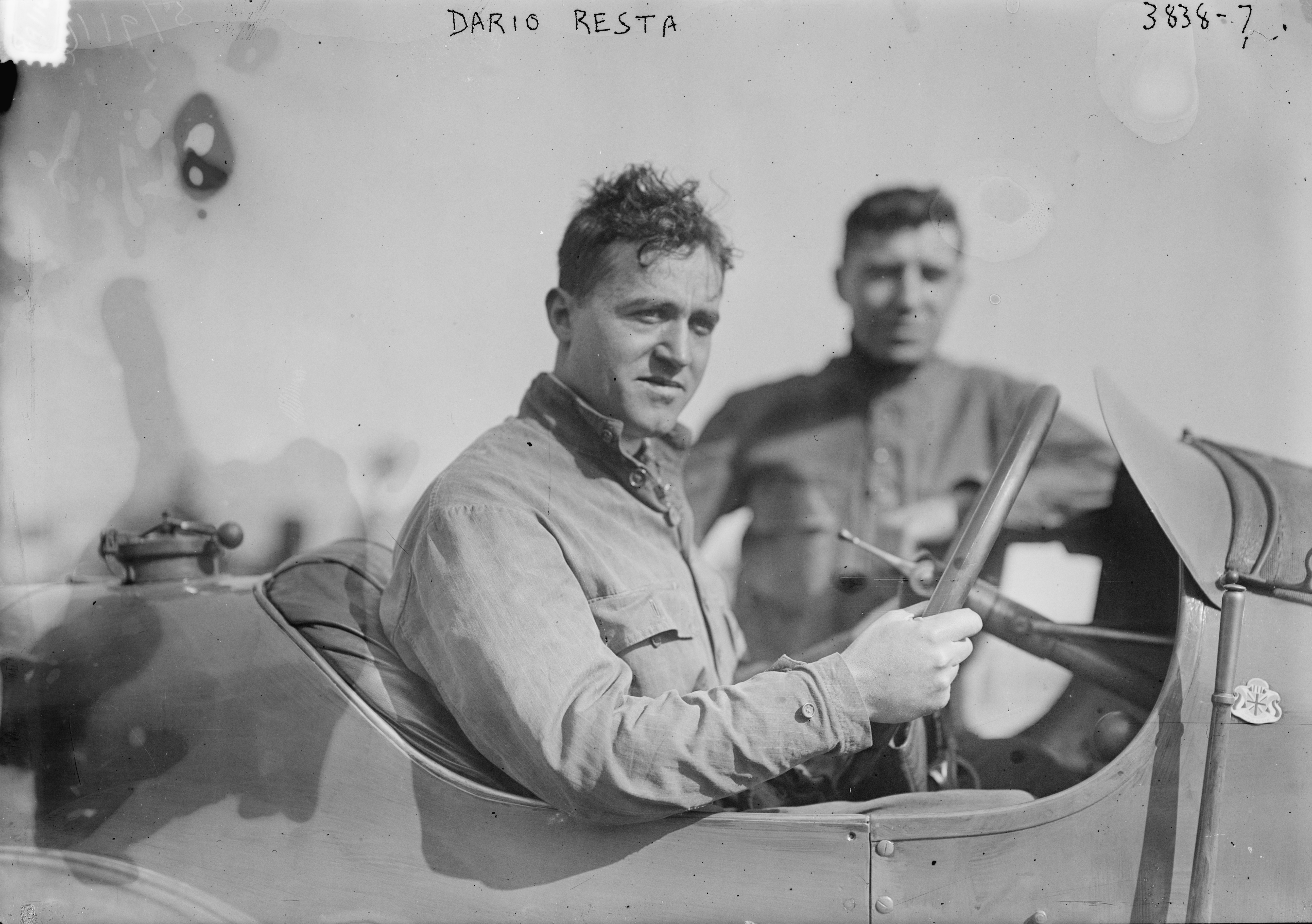
Dario Resta, Campeón Nacional de la AAA en 1916

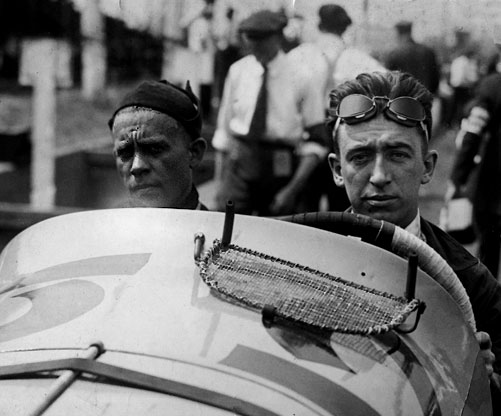
Jimmy Murphy (derecha), Campeón Nacional de la AAA en 1921 y 1924

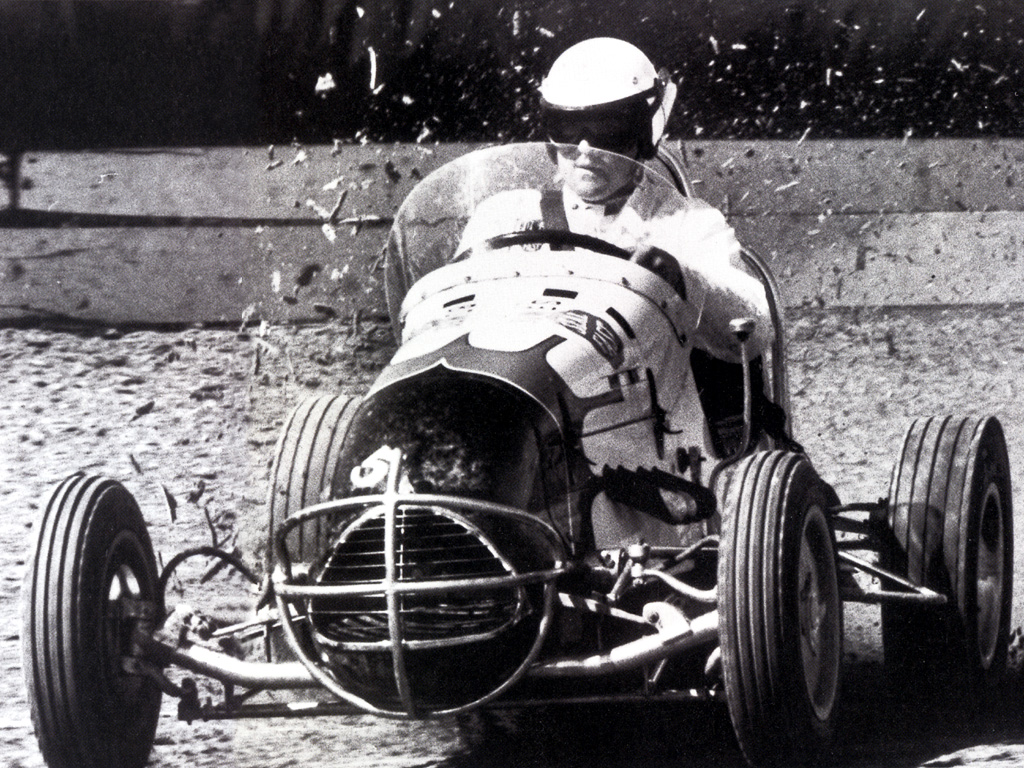
A. J. Foyt, 7 veces Campeón (7 títulos) en 1960, 1961, 1963, 1964, 1967, 1975 y 1979

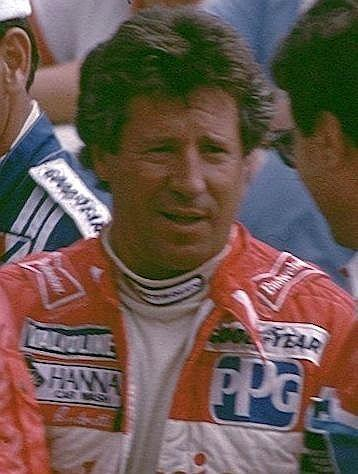
Mario Andretti campeón en la USAC (3) y CART (1) 1965, 1966, 1969, y 1984

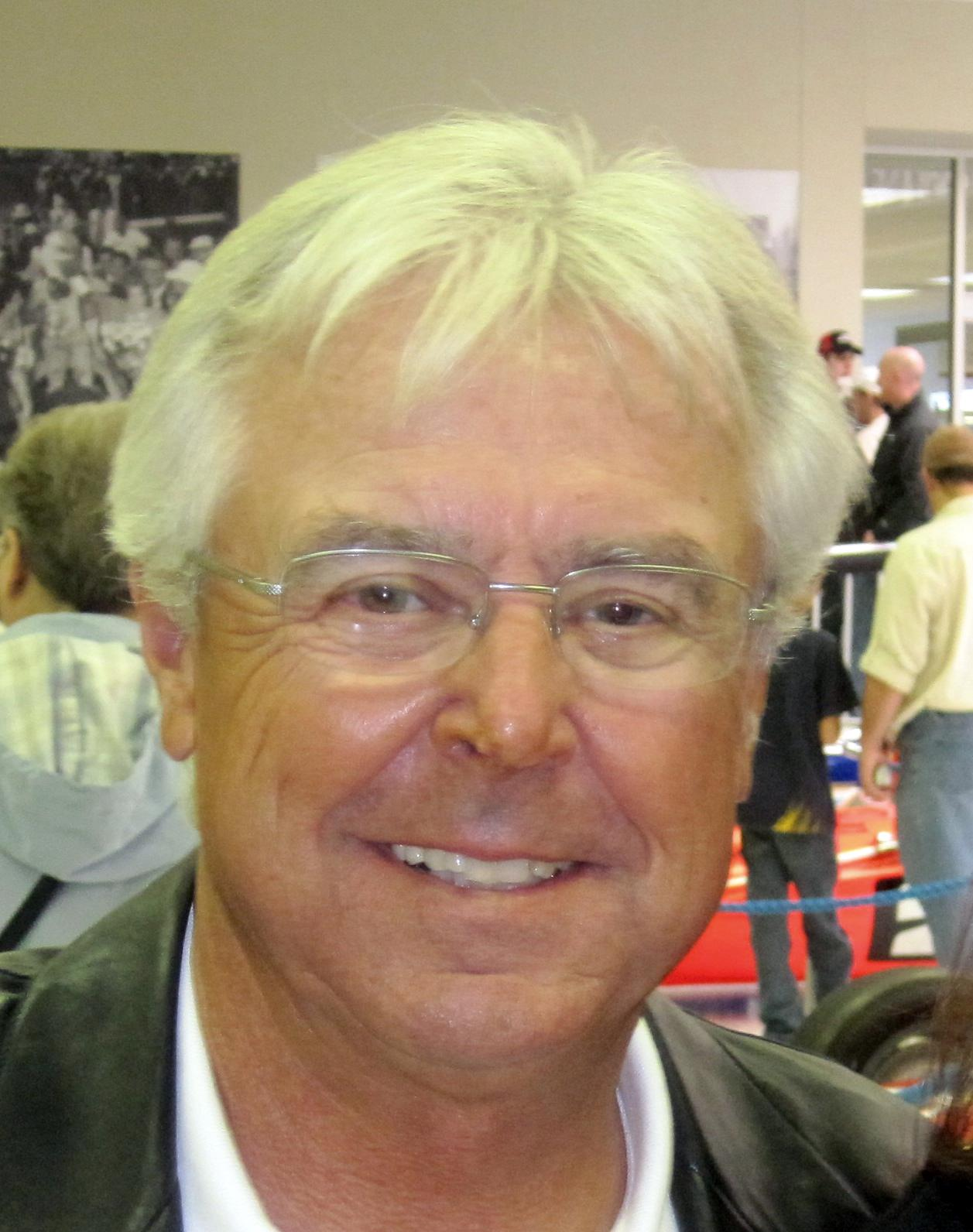
Rick Mears 3 veces Campeón de la IndyCar/CART en 1979, 1981, y 1982

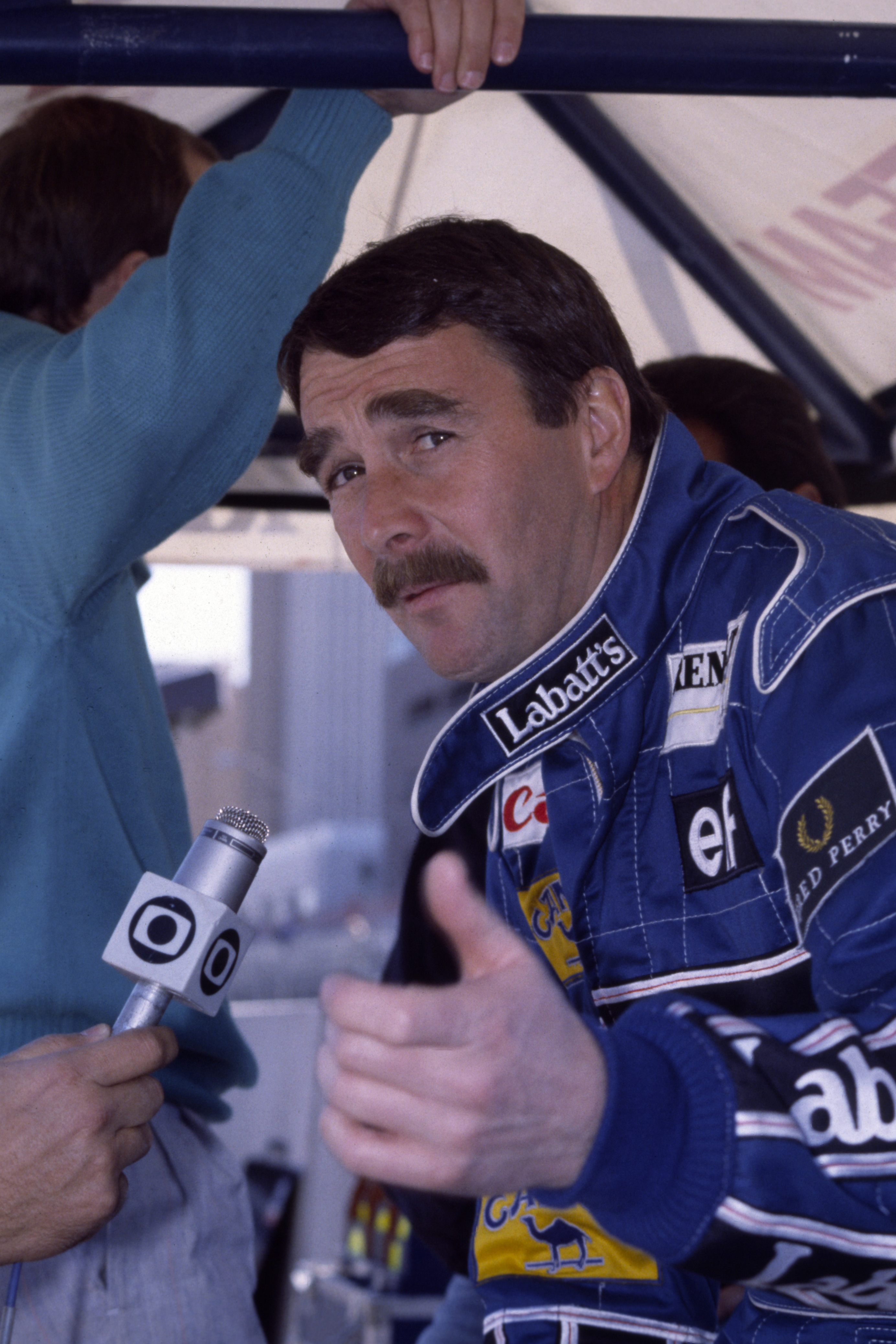
Nigel Mansell, campeón en 1993 de la IndyCar/CART

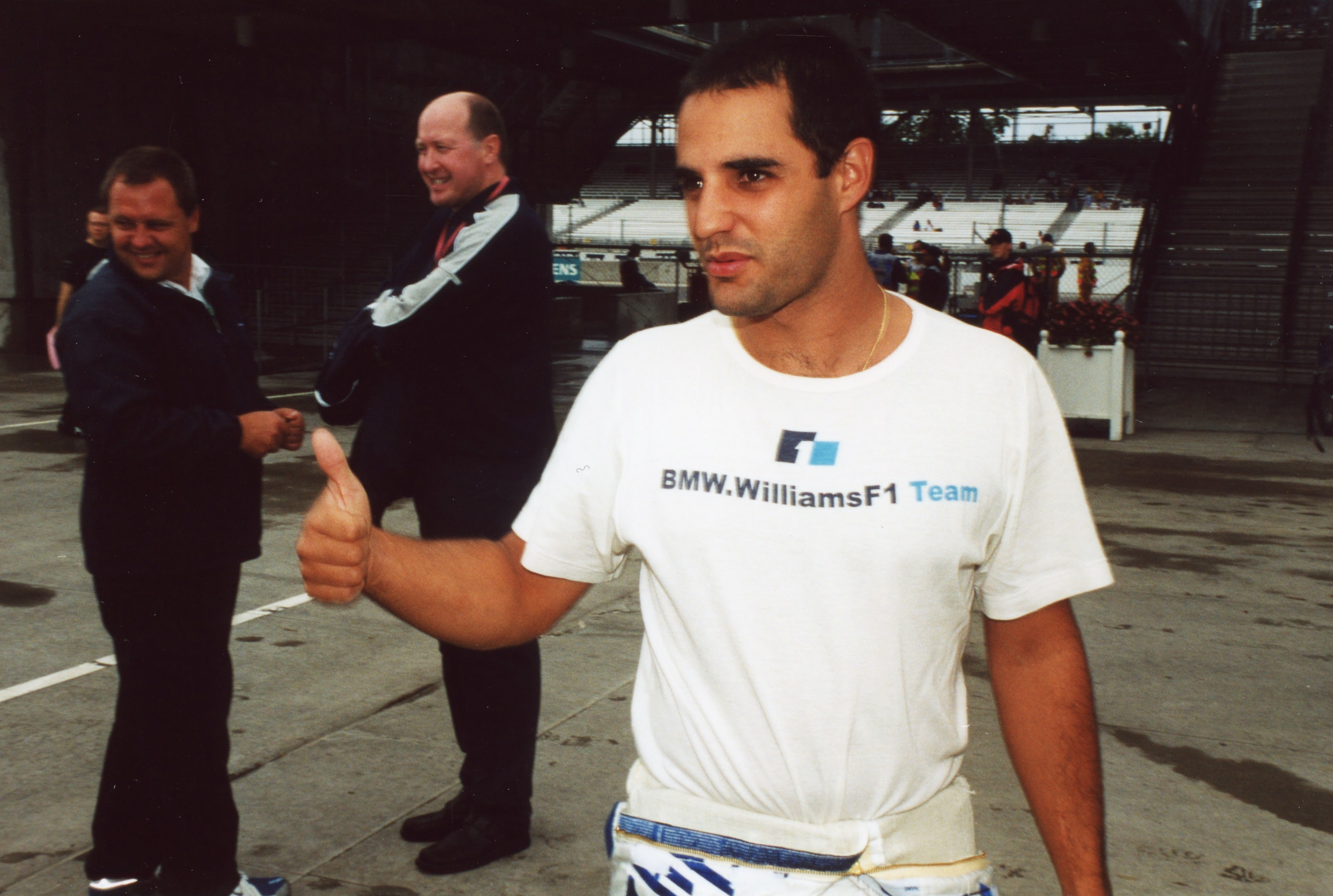
Juan Pablo Montoya, campeón en 1999 de la serie CART.

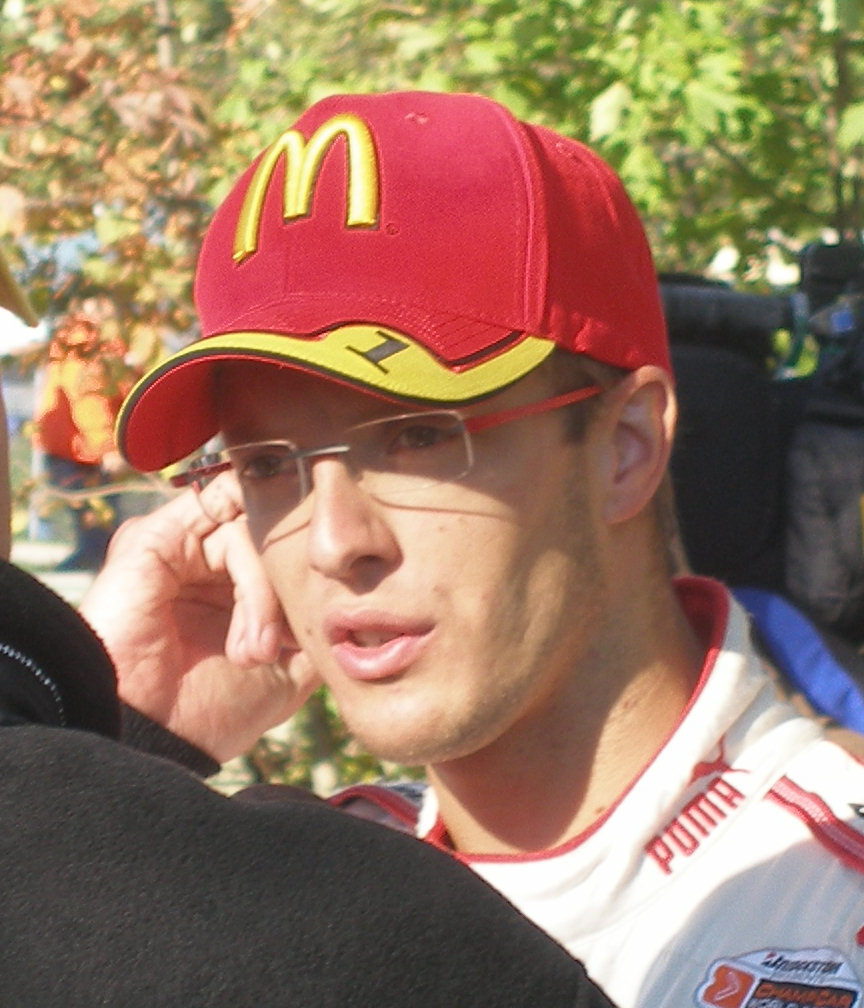
Sébastien Bourdais, 4 títulos consecutivos Champ Car World Series (2004–2007)

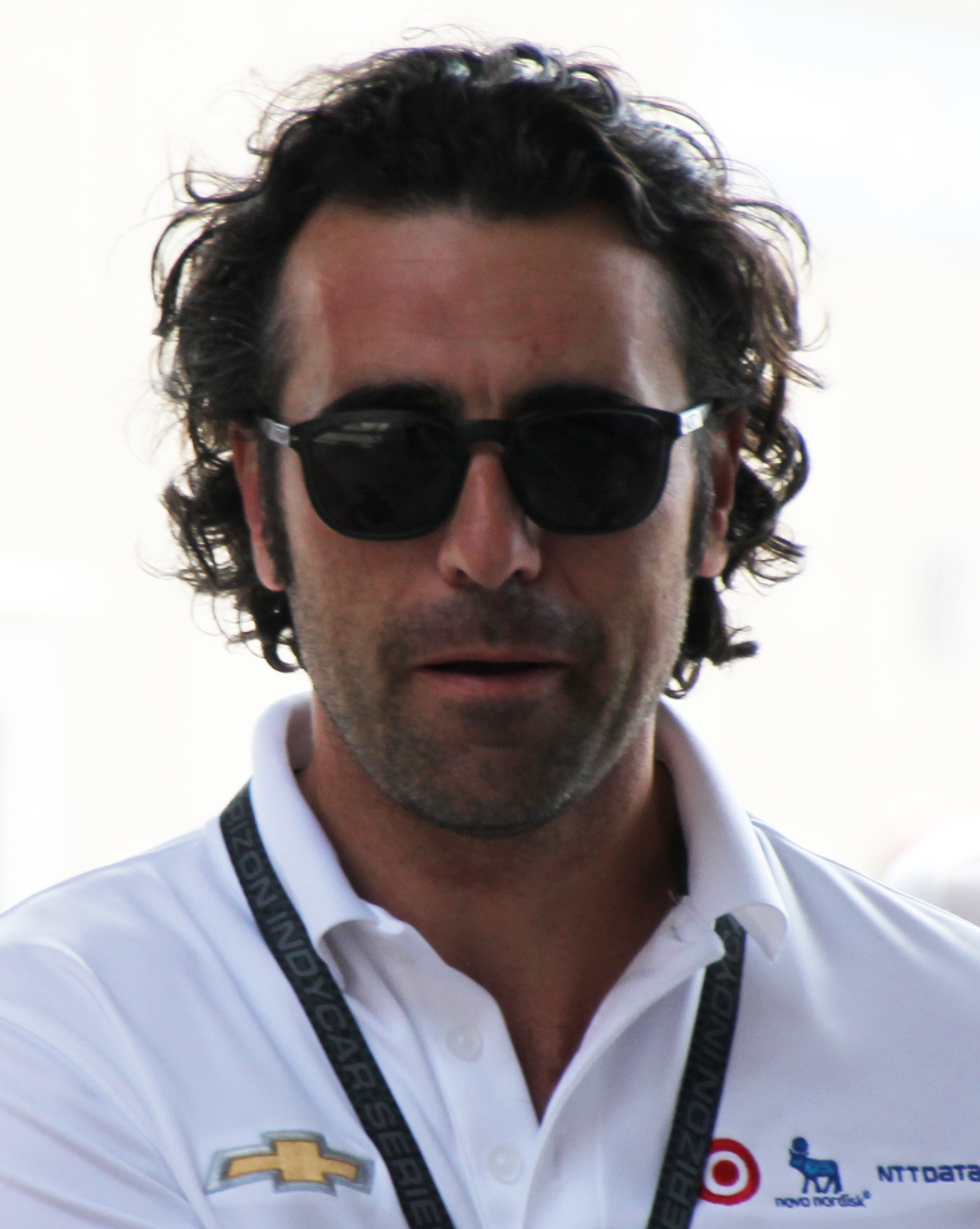
Dario Franchitti tetracampeón en 2007, 2009, 2010 y 2011 de la IndyCar Series

| Año | Campeón                                                 | Campeón                                      | Campeón                                      |
| Campeonato Nacional de automóviles de la AAA | Campeonato Nacional de automóviles de la AAA            | Campeonato Nacional de automóviles de la AAA | Campeonato Nacional de automóviles de la AAA |
| --- | ------------------------------------------------------- | -------------------------------------------- | -------------------------------------------- |
| 1905 | Barney Oldfield                                         | Barney Oldfield                              | Barney Oldfield                              |
| 1906–1915: No hubo Campeonato Oficial de la AAA; simplemente se celebraron las temporadas de manera no oficial, por lo que no se concedieron puntos para el campeón, Sólo se consideraron de exhibición de la AAA, quienes se encargaban de reorganizar Campeonato de la AAA en 1916; y desde 1920, por lo que las temporadas de 1908 a 1911 solo servían los puntos para la Copa Vanderbilt y la Copa Astor. |                                                         |                                              |                                              |
| Campeonato de la AAA |                                                         |                                              |                                              |
| 1916 | Dario Resta                                             | Dario Resta                                  | Dario Resta                                  |
| 1917–1919: No hubo campeonato por la Primera Guerra Mundial; la temporada de 1919 es de exhibición, nunca contó como reanudación oficial del campeonato |                                                         |                                              |                                              |
| 1920 | Gaston Chevrolet                                        | Gaston Chevrolet                             | Gaston Chevrolet                             |
| 1921 | Tommy Milton                                            | Tommy Milton                                 | Tommy Milton                                 |
| 1922 | Jimmy Murphy                                            | Jimmy Murphy                                 | Jimmy Murphy                                 |
| 1923 | Eddie Hearne                                            | Eddie Hearne                                 | Eddie Hearne                                 |
| 1924 | Jimmy Murphy                                            | Jimmy Murphy                                 | Jimmy Murphy                                 |
| 1925 | Pete DePaolo                                            | Pete DePaolo                                 | Pete DePaolo                                 |
| 1926 | Harry Hartz                                             | Harry Hartz                                  | Harry Hartz                                  |
| 1927 | Pete DePaolo                                            | Pete DePaolo                                 | Pete DePaolo                                 |
| 1928 | Louis Meyer                                             | Louis Meyer                                  | Louis Meyer                                  |
| 1929 | Louis Meyer                                             | Louis Meyer                                  | Louis Meyer                                  |
| 1930 | Billy Arnold                                            | Billy Arnold                                 | Billy Arnold                                 |
| 1931 | Louis Schneider                                         | Louis Schneider                              | Louis Schneider                              |
| 1932 | Bob Carey                                               | Bob Carey                                    | Bob Carey                                    |
| 1933 | Louis Meyer                                             | Louis Meyer                                  | Louis Meyer                                  |
| 1934 | Bill Cummings                                           | Bill Cummings                                | Bill Cummings                                |
| 1935 | Kelly Petillo                                           | Kelly Petillo                                | Kelly Petillo                                |
| 1936 | Mauri Rose                                              | Mauri Rose                                   | Mauri Rose                                   |
| 1937 | Wilbur Shaw                                             | Wilbur Shaw                                  | Wilbur Shaw                                  |
| 1938 | Floyd Roberts                                           | Floyd Roberts                                | Floyd Roberts                                |
| 1939 | Wilbur Shaw                                             | Wilbur Shaw                                  | Wilbur Shaw                                  |
| 1940 | Rex Mays                                                | Rex Mays                                     | Rex Mays                                     |
| 1941 | Rex Mays                                                | Rex Mays                                     | Rex Mays                                     |
| 1942–1945: No hubo campeonato por la (Segunda Guerra Mundial) |                                                         |                                              |                                              |
| 1946 | Ted Horn                                                | Ted Horn                                     | Ted Horn                                     |
| 1947 | Ted Horn                                                | Ted Horn                                     | Ted Horn                                     |
| 1948 | Ted Horn                                                | Ted Horn                                     | Ted Horn                                     |
| 1949 | Johnnie Parsons                                         | Johnnie Parsons                              | Johnnie Parsons                              |
| 1950 | Henry Banks                                             | Henry Banks                                  | Henry Banks                                  |
| 1951 | Tony Bettenhausen                                       | Tony Bettenhausen                            | Tony Bettenhausen                            |
| 1952 | Chuck Stevenson                                         | Chuck Stevenson                              | Chuck Stevenson                              |
| 1953 | Sam Hanks                                               | Sam Hanks                                    | Sam Hanks                                    |
| 1954 | Jimmy Bryan                                             | Jimmy Bryan                                  | Jimmy Bryan                                  |
| 1955 | Bob Sweikert                                            | Bob Sweikert                                 | Bob Sweikert                                 |
| Campeonato Nacional del USAC |                                                         |                                              |                                              |
| 1956 | Jimmy Bryan                                             | Jimmy Bryan                                  | Jimmy Bryan                                  |
| 1957 | Jimmy Bryan                                             | Jimmy Bryan                                  | Jimmy Bryan                                  |
| 1958 | Tony Bettenhausen                                       | Tony Bettenhausen                            | Tony Bettenhausen                            |
| 1959 | Rodger Ward                                             | Rodger Ward                                  | Rodger Ward                                  |
| 1960 | A. J. Foyt                                              | A. J. Foyt                                   | A. J. Foyt                                   |
| 1961 | A. J. Foyt                                              | A. J. Foyt                                   | A. J. Foyt                                   |
| 1962 | Rodger Ward                                             | Rodger Ward                                  | Rodger Ward                                  |
| 1963 | A. J. Foyt                                              | A. J. Foyt                                   | A. J. Foyt                                   |
| 1964 | A. J. Foyt                                              | A. J. Foyt                                   | A. J. Foyt                                   |
| 1965 | Mario Andretti                                          | Mario Andretti                               | Mario Andretti                               |
| 1966 | Mario Andretti                                          | Mario Andretti                               | Mario Andretti                               |
| 1967 | A. J. Foyt                                              | A. J. Foyt                                   | A. J. Foyt                                   |
| 1968 | Bobby Unser                                             | Bobby Unser                                  | Bobby Unser                                  |
| 1969 | Mario Andretti                                          | Mario Andretti                               | Mario Andretti                               |
| 1970 | Al Unser                                                | Al Unser                                     | Al Unser                                     |
| 1971 | Joe Leonard                                             | Joe Leonard                                  | Joe Leonard                                  |
| 1972 | Joe Leonard                                             | Joe Leonard                                  | Joe Leonard                                  |
| 1973 | Roger McCluskey                                         | Roger McCluskey                              | Roger McCluskey                              |
| 1974 | Bobby Unser                                             | Bobby Unser                                  | Bobby Unser                                  |
| 1975 | A. J. Foyt                                              | A. J. Foyt                                   | A. J. Foyt                                   |
| 1976 | Gordon Johncock                                         | Gordon Johncock                              | Gordon Johncock                              |
| 1977 | Tom Sneva                                               | Tom Sneva                                    | Tom Sneva                                    |
| 1978 | Tom Sneva                                               | Tom Sneva                                    | Tom Sneva                                    |
| Año | SCCA/CART IndyCar Series                                | Año                                          | Trofeo Campeonato Nacional del USAC          |
| 1979 | Rick Mears                                              | 1979                                         | A. J. Foyt                                   |
| Año | CART IndyCar World Series                               | Año                                          | Trofeo USAC Gold Crown (*) A (**) B          |
| 1980 | Johnny Rutherford                                       | 1980                                         | Johnny Rutherford A                          |
| 1981 | Rick Mears                                              | 1981–1982                                    | George Snider A                              |
| 1982 | Rick Mears                                              | 1981–1982                                    | George Snider A                              |
| 1983 | Al Unser                                                | 1982–1983                                    | Tom Sneva A                                  |
| 1984 | Mario Andretti                                          | 1983–1984                                    | Rick Mears A                                 |
| 1985 | Al Unser                                                | 1984–1985                                    | Danny Sullivan B                             |
| 1986 | Bobby Rahal                                             | 1985–1986                                    | Bobby Rahal B                                |
| 1987 | Bobby Rahal                                             | 1986–1987                                    | Al Unser B                                   |
| 1988 | Danny Sullivan                                          | 1987–1988                                    | Rick Mears B                                 |
| 1989 | Emerson Fittipaldi                                      | 1988–1989                                    | Emerson Fittipaldi B                         |
| 1990 | Al Unser Jr.                                            | 1989–1990                                    | Arie Luyendyk B                              |
| 1991 | Michael Andretti                                        | 1990–1991                                    | Rick Mears B                                 |
| 1992 | Bobby Rahal                                             | 1991–1992                                    | Al Unser Jr. B                               |
| 1993 | Nigel Mansell                                           | 1992–1993                                    | Emerson Fittipaldi B                         |
| 1994 | Al Unser Jr.                                            | 1993–1994                                    | Al Unser Jr. B                               |
| 1995 | Jacques Villeneuve                                      | 1994–1995                                    | Jacques Villeneuve B                         |
| 1996 | Jimmy Vasser                                            | Año                                          | Indy Racing League (IRL)                     |
| 1996 | Jimmy Vasser                                            | 1996                                         | Scott Sharp y Buzz Calkins                   |
| Año | CART World Championship Series/CART Championship Series | 1996-1997                                    | Tony Stewart                                 |
| 1997 | Alex Zanardi                                            | 1996-1997                                    | Tony Stewart                                 |
| 1998 | Alex Zanardi                                            | 1998                                         | Kenny Bräck                                  |
| 1999 | Juan Pablo Montoya                                      | 1999                                         | Greg Ray                                     |
| 2000 | Gil de Ferran                                           | 2000                                         | Buddy Lazier                                 |
| 2001 | Gil de Ferran                                           | 2001                                         | Sam Hornish Jr.                              |
| 2002 | Cristiano da Matta                                      | 2002                                         | Sam Hornish Jr.                              |
| 2003 | Paul Tracy                                              | Año                                          | (IRL/ICS) IndyCar Series                     |
| 2003 | Paul Tracy                                              | 2003                                         | Scott Dixon                                  |
| Año | Championship Auto Racing Teams                          | 2004                                         | Tony Kanaan                                  |
| 2004 | Sébastien Bourdais                                      | 2004                                         | Tony Kanaan                                  |
| 2005 | Sébastien Bourdais                                      | 2005                                         | Dan Wheldon                                  |
| 2006 | Sébastien Bourdais                                      | 2006                                         | Sam Hornish Jr.                              |
| 2007 | Sébastien Bourdais                                      | 2007                                         | Dario Franchitti                             |
| Año | IndyCar Series (ICS)                                    | IndyCar Series (ICS)                         | IndyCar Series (ICS)                         |
| 2008 | Scott Dixon                                             | Scott Dixon                                  | Scott Dixon                                  |
| 2009 | Dario Franchitti                                        | Dario Franchitti                             | Dario Franchitti                             |
| 2010 | Dario Franchitti                                        | Dario Franchitti                             | Dario Franchitti                             |
| 2011 | Dario Franchitti                                        | Dario Franchitti                             | Dario Franchitti                             |
| 2012 | Ryan Hunter-Reay                                        | Ryan Hunter-Reay                             | Ryan Hunter-Reay                             |
| 2013 | Scott Dixon                                             | Scott Dixon                                  | Scott Dixon                                  |
| 2014 | Will Power                                              | Will Power                                   | Will Power                                   |
| 2015 | Scott Dixon                                             | Scott Dixon                                  | Scott Dixon                                  |
| 2016 | Simon Pagenaud                                          | Simon Pagenaud                               | Simon Pagenaud                               |
| 2017 | Josef Newgarden                                         | Josef Newgarden                              | Josef Newgarden                              |
| 2018 | Scott Dixon                                             | Scott Dixon                                  | Scott Dixon                                  |
| 2019 | Josef Newgarden                                         | Josef Newgarden                              | Josef Newgarden                              |
| 2020 | Scott Dixon                                             | Scott Dixon                                  | Scott Dixon                                  |
| 2021 | Álex Palou                                              | Álex Palou                                   | Álex Palou                                   |
| 2022 | Will Power                                              | Will Power                                   | Will Power                                   |
| 2023 | Álex Palou                                              | Álex Palou                                   | Álex Palou                                   |
| 2024 | Álex Palou                                              | Álex Palou                                   | Álex Palou                                   |
| 2025 | Álex Palou                                              | Álex Palou                                   | Álex Palou                                   |
| [ 1 ] |                                                         |                                              |                                              |

## Retrospectivas de premios a Ganadores de las temporadas no oficiales

### Historial de Campeones 1909 -1915 y 1917 - 1919 según Val Haresnape y Arthur Means
En 1926, el secretario Val Haresnape y el secretario adjunto Arthur Means, secretario adjunto respectivamente, de la Board Contest de la AAA, (en español, Junta del Concurso de la AAA) había calculado retrospectivamente los resultados del campeonato de carreras más importantes AAA que no fueron oficiales pero que fueron sancionados para ser ejecutados entre 1909 y 1915 y los de 1917 a 1920. La pareja también cambió inicialmente al ganador del campeonato 1920 Tommy Milton, pero fue más tarde, en 1929 cuando había restaurado a Gaston Chevrolet como el ganador original.

#### Resultados
- 1909:  George Robertson
- 1910:  Ray Harroun
- 1911:  Ralph Mulford
- 1912:  Ralph DePalma
- 1913:  Earl Cooper
- 1914:  Ralph DePalma
- 1915:  Earl Cooper
- 1917:  Earl Cooper
- 1918:  Ralph Mulford
- 1919:  Howard Wilcox
- 1920:  Tommy Milton (*) /  Gaston Chevrolet

##### Nota
(*) Trofeo otorgado inicialmente a Tommy Milton pero rectificado a Gaston Chevrolet.

### Historial de Campeones 1902-1915 y 1916-1919 según Russ Catlin
En 1951, historiador de carreras de automovilismo Russ Catlin revisó y estudió oficialmente los registros de la Asociación Estadounidense del Automóvil (AAA, por sus siglas en inglés) con los resultados del campeonato sobre la base de todas competencias organizadas por la AAA entre 1902 - 1915 y 1916 - 1919, que fue publicado por primera vez en la programación de la 500 Millas de Indianápolis de 1952. El efecto que tuvo de crear retroactivamente a siete campeones recién acreditados y cambiar al campeón 1909 Bert Dingley por George Robertson y al campeón 1920 de Gaston Chevrolet por Tommy Milton. La IndyCar reconoce actualmente la lista de Russ Catlin desde 1909 hasta 1919, pero con Gaston Chevrolet como campeón de 1920.

#### Resultados
- 1902:  Harry Harkness
- 1903:  Barney Oldfield
- 1904:  George Heath
- 1905:  Victor Hémery
- 1906:  Joe Tracy
- 1907:  Eddie Bald
- 1908:  Lewis Strang
- 1909:  George Robertson
- 1910:  Ray Harroun
- 1911:  Ralph Mulford
- 1912:  Ralph DePalma
- 1913:  Earl Cooper
- 1914:  Ralph DePalma
- 1915:  Earl Cooper
- 1916:  Dario Resta
- 1917:  Earl Cooper
- 1918:  Ralph Mulford
- 1919:  Howard Wilcox
- 1920:  Tommy Milton

### Historial de Campeones según la revistaMotor Age
Cada año desde 1909 hasta 1915 y en 1919, la revista de coches americana Motor Age seleccionó al "piloto del año", del cual definió en dicha información los Ganadores de dichas temporadas entre 1909 - 1915 y 1919:
- 1909:  Bert Dingley
- 1910:  Ralph Mulford
- 1911:  Harvey Herrick
- 1912:  Ralph DePalma
- 1913:  Earl Cooper
- 1914:  Ralph DePalma
- 1915:  Gil Andersen
- 1919:  Eddie Hearne

## Historial de los pilotos con más títulos de la historia de los campeonatos
En esta lista de campeones se incluye a los ganadores de todos los títulos otorgados como campeón nacional siguiendo la anterior lista del inicio del artículo (incluyendo el trofeo Trofeo USAC y el "Trofeo Corona de Oro de la USAC", que, en algunos años, fue otorgado al ganador de la Indy 500).
| Victorias | Piloto             | Número de Títulos según el Campeonato avalado por el organismo rector de turno                              |
| --------- | ------------------ | --- |
| 7         | A. J. Foyt         | Campeonato Nacional del USAC (6), Indy 500 - Trofeo USAC (1)                                                |
| 6         | Rick Mears         | SCCA/CART IndyCar Series (1), CART IndyCar World Series (2), Indy 500 - Trofeo Corona de Oro de la USAC (3) |
| 6         | Scott Dixon        | IRL IndyCar Series (1), IndyCar Series (5)                                                                  |
| 4         | Mario Andretti     | Campeonato Nacional de la USAC (3), CART IndyCar World Series (1)                                           |
| 4         | Bobby Rahal        | CART IndyCar World Series (3), Indy 500 - Trofeo Corona de Oro de la USAC (1)                               |
| 4         | Al Unser Jr.       | CART IndyCar World Series (2), Indy 500 - Trofeo Corona de Oro de la USAC (2)                               |
| 4         | Sébastien Bourdais | Champ Car World Series (4)                                                                                  |
| 4         | Dario Franchitti   | IndyCar Series (4)                                                                                          |
| 4         | Álex Palou         | IndyCar Series (4)                                                                                          |
| 3         | Louis Meyer        | Campeonato Nacional AAA (3)                                                                                 |
| 3         | Ted Horn           | Campeonato Nacional AAA (3)                                                                                 |
| 3         | Jimmy Bryan        | Campeonato Nacional AAA (1), Campeonato Nacional del USAC (2)                                               |
| 3         | Al Unser           | CART IndyCar World Series (2), Campeonato Nacional del USAC (1)                                             |
| 3         | Emerson Fittipaldi | CART IndyCar World Series (1), Indy 500 - Trofeo Corona de Oro de la USAC (2)                               |
| 3         | Sam Hornish Jr.    | Indy Racing League (2), IRL IndyCar Series (1)                                                              |
| 2         | Jimmy Murphy       | Campeonato Nacional AAA (2)                                                                                 |
| 2         | Wilbur Shaw        | Campeonato Nacional AAA (2)                                                                                 |
| 2         | Rex Mays           | Campeonato Nacional AAA (2)                                                                                 |
| 2         | Tony Bettenhausen  | Campeonato Nacional AAA (1), Campeonato Nacional del USAC (1)                                               |
| 2         | Joe Leonard        | Campeonato Nacional del USAC (2)                                                                            |
| 2         | Tom Sneva          | Campeonato Nacional del USAC (2)                                                                            |
| 2         | Johnny Rutherford  | CART IndyCar World Series (1), Indy 500 - Trofeo Corona de Oro de la USAC (2)                               |
| 2         | Jacques Villeneuve | CART IndyCar World Series (1), Indy 500 - Trofeo Corona de Oro de la USAC (2)                               |
| 2         | Alex Zanardi       | CART World Series (1) CART Championship Series (1)                                                          |
| 2         | Gil de Ferran      | CART Championship Series (2)                                                                                |
| 2         | Josef Newgarden    | IndyCar Series (2)                                                                                          |

## Pilotos con más títulos
| Piloto             | AAA (1905) (1916) (1920–1955) | USAC (1956–1995) | CART (1979–2003) | Champ Car World Series (2004–2007) | IRL IndyCar Series (1996–presente) | Total |
| ------------------ | ----------------------------- | ---------------- | ---------------- | ---------------------------------- | ---------------------------------- | ----- |
| A. J. Foyt         | 0                             | 7                | 0                | 0                                  | 0                                  | 7     |
| Rick Mears         | 0                             | 3                | 3                | 0                                  | 0                                  | 6     |
| Scott Dixon        | 0                             | 0                | 0                | 0                                  | 6                                  | 6     |
| Mario Andretti     | 0                             | 3                | 1                | 0                                  | 0                                  | 4     |
| Sébastien Bourdais | 0                             | 0                | 0                | 4                                  | 0                                  | 4     |
| Dario Franchitti   | 0                             | 0                | 0                | 0                                  | 4                                  | 4     |
| Álex Palou         | 0                             | 0                | 0                | 0                                  | 4                                  | 4     |
| Al Unser           | 0                             | 1                | 2                | 0                                  | 0                                  | 3     |
| Bobby Rahal        | 0                             | 0                | 3                | 0                                  | 0                                  | 3     |
| Sam Hornish Jr.    | 0                             | 0                | 0                | 0                                  | 3                                  | 3     |
| Louis Meyer        | 3                             | 0                | 0                | 0                                  | 0                                  | 3     |
| Ted Horn           | 3                             | 0                | 0                | 0                                  | 0                                  | 3     |
| Jimmy Bryan        | 1                             | 2                | 0                | 0                                  | 0                                  | 3     |
| Emerson Fittipaldi | 0                             | 2                | 1                | 0                                  | 0                                  | 3     |
| Al Unser Jr.       | 0                             | 0                | 2                | 0                                  | 0                                  | 2     |
| Tom Sneva          | 0                             | 2                | 0                | 0                                  | 0                                  | 2     |
| Jimmy Murphy       | 2                             | 0                | 0                | 0                                  | 0                                  | 2     |
| Peter DePaolo      | 2                             | 0                | 0                | 0                                  | 0                                  | 2     |
| Wilbur Shaw        | 2                             | 0                | 0                | 0                                  | 0                                  | 2     |
| Rex Mays           | 2                             | 0                | 0                | 0                                  | 0                                  | 2     |
| Tony Bettenhausen  | 1                             | 1                | 0                | 0                                  | 0                                  | 2     |
| Rodger Ward        | 0                             | 2                | 0                | 0                                  | 0                                  | 2     |
| Joe Leonard        | 0                             | 2                | 0                | 0                                  | 0                                  | 2     |
| Bobby Unser        | 0                             | 2                | 0                | 0                                  | 0                                  | 2     |
| Danny Sullivan     | 0                             | 1                | 1                | 0                                  | 0                                  | 2     |
| Gil de Ferran      | 0                             | 0                | 2                | 0                                  | 0                                  | 2     |
| Alex Zanardi       | 0                             | 0                | 2                | 0                                  | 0                                  | 2     |
| Josef Newgarden    | 0                             | 0                | 0                | 0                                  | 2                                  | 2     |
| Johnny Rutherford  | 0                             | 0                | 1                | 0                                  | 0                                  | 1     |
| Barney Oldfield    | 1                             | 0                | 0                | 0                                  | 0                                  | 1     |
| Tommy Milton       | 1                             | 0                | 0                | 0                                  | 0                                  | 1     |
| Jacques Villeneuve | 0                             | 0                | 1                | 0                                  | 0                                  | 1     |
| Dario Resta        | 1                             | 0                | 0                | 0                                  | 0                                  | 1     |
| Gaston Chevrolet   | 1                             | 0                | 0                | 0                                  | 0                                  | 1     |
| Eddie Hearne       | 1                             | 0                | 0                | 0                                  | 0                                  | 1     |
| Harry Hartz        | 1                             | 0                | 0                | 0                                  | 0                                  | 1     |
| Billy Arnold       | 1                             | 0                | 0                | 0                                  | 0                                  | 1     |
| Louis Schneider    | 1                             | 0                | 0                | 0                                  | 0                                  | 1     |
| Bob Carey          | 1                             | 0                | 0                | 0                                  | 0                                  | 1     |
| Bill Cummings      | 1                             | 0                | 0                | 0                                  | 0                                  | 1     |
| Kelly Petillo      | 1                             | 0                | 0                | 0                                  | 0                                  | 1     |
| Mauri Rose         | 1                             | 0                | 0                | 0                                  | 0                                  | 1     |
| Floyd Roberts      | 1                             | 0                | 0                | 0                                  | 0                                  | 1     |
| Johnnie Parsons    | 1                             | 0                | 0                | 0                                  | 0                                  | 1     |
| Henry Banks        | 1                             | 0                | 0                | 0                                  | 0                                  | 1     |
| Chuck Stevenson    | 1                             | 0                | 0                | 0                                  | 0                                  | 1     |
| Sam Hanks          | 1                             | 0                | 0                | 0                                  | 0                                  | 1     |
| Bob Sweikert       | 1                             | 0                | 0                | 0                                  | 0                                  | 1     |
| Roger McCluskey    | 0                             | 1                | 0                | 0                                  | 0                                  | 1     |
| Gordon Johncock    | 0                             | 1                | 0                | 0                                  | 0                                  | 1     |
| Nigel Mansell      | 0                             | 0                | 1                | 0                                  | 0                                  | 1     |
| Michael Andretti   | 0                             | 0                | 1                | 0                                  | 0                                  | 1     |
| Jimmy Vasser       | 0                             | 0                | 1                | 0                                  | 0                                  | 1     |
| Scott Sharp        | 0                             | 0                | 0                | 0                                  | 1                                  | 1     |
| Buzz Calkins       | 0                             | 0                | 0                | 0                                  | 1                                  | 1     |
| Tony Stewart       | 0                             | 0                | 0                | 0                                  | 1                                  | 1     |
| Kenny Bräck        | 0                             | 0                | 0                | 0                                  | 1                                  | 1     |
| Juan Pablo Montoya | 0                             | 0                | 1                | 0                                  | 0                                  | 1     |
| Greg Ray           | 0                             | 0                | 0                | 0                                  | 1                                  | 1     |
| Buddy Lazier       | 0                             | 0                | 0                | 0                                  | 1                                  | 1     |
| Cristiano da Matta | 0                             | 0                | 1                | 0                                  | 0                                  | 1     |
| Paul Tracy         | 0                             | 0                | 1                | 0                                  | 0                                  | 1     |
| Tony Kanaan        | 0                             | 0                | 0                | 0                                  | 1                                  | 1     |
| Dan Wheldon        | 0                             | 0                | 0                | 0                                  | 1                                  | 1     |
| Ryan Hunter-Reay   | 0                             | 0                | 0                | 0                                  | 1                                  | 1     |
| Will Power         | 0                             | 0                | 0                | 0                                  | 1                                  | 1     |
| Simon Pagenaud     | 0                             | 0                | 0                | 0                                  | 1                                  | 1     |
| Total              | 34                            | 30               | 25               | 4                                  | 29                                 | 122   |

## Victorias por equipos
Este es el total histórico de las victorias obtenidas por los equipos de los campeonatos de la IndyCar:

### Nota
Resultado de los equipos que compitieron desde el final del Campeonato Nacional del USAC (1978 al Presente), en Negrilla, los equipos que siguen vigentes:

- Team Penske: 245
- Chip Ganassi Racing: 145
- Newman/Haas Racing: 107
- Andretti Global: 77
- Vel's Parnelli Jones Racing: 53
- All American Racers: 51
- A.J. Foyt Enterprises: 44
- Patrick Racing: 43
- Forsythe Racing: 33
- Rahal Letterman Lanigan Racing: 30
- Team Green: 23
- Galles Racing: 21
- Truesports: 18
- Arrow McLaren: 16
- Panther Racing: 15
- Team Menard: 10
- Hemelgarn Racing: 8
- Shierson Racing: 7
- KV Racing Technology: 7
- Dale Coyne Racing: 6
- Ed Carpenter Racing: 6
- CFH Racing: 2
- Harding Steinbrenner Racing: 2
- Dreyer & Reinbold Racing: 1
- Bryan Herta Autosport: 1
- Sarah Fisher Hartman Racing: 1
- Meyer Shank Racing: 1

## Victorias por nacionalidad de los pilotos
Aunque en su mayoría los resultados favorecen a los pilotos estadounidenses, cabe citar las victorias por países de los pilotos no norteamericanos que han triunfadio en las distintas series:

### Nota
Los pilotos anotados como activos tienen algunos de los resultados más vigentes hasta el momento.
| Posición | País           | Victorias | Piloto(s) | Última Victoria (Año) |
| -------- | -------------- | --------- | --------- | --------------------- |
| 1        | Estados Unidos | 1128      | 224       | 2013                  |
| 2        | Brasil         | 112       | 12        | 2021                  |
| 3        | Reino Unido    | 78        | 10        | 2013                  |
| 4        | Canadá         | 58        | 10        | 2013                  |
| 5        | Italia         | 50        | 6         | 2001                  |
| 6        | Francia        | 38        | 6         | 2013                  |
| 7        | Nueva Zelanda  | 29        | 1         | 2012                  |
| 8        | Australia      | 25        | 2         | 2012                  |
| 9        | México         | 25        | 5         | 2025                  |
| 10       | España         | 20        | 2         | 2025                  |
| 11       | Colombia       | 14        | 2         | 2016                  |
| 12       | Suiza          | 14        | 1         | 1919                  |
| 13       | Países Bajos   | 9         | 2         | 2007                  |
| 13       | Suecia         | 9         | 1         | 2002                  |
| 15       | Japón          | 5         | 1         | 2019                  |
| 16       | Noruega        | 3         | 1         | 1916                  |
| 17       | Sudáfrica      | 2         | 1         | 2005                  |
| 18       | Chile          | 1         | 1         | 1997                  |
| 18       | Alemania       | 1         | 1         | 1937                  |